# Rue Visconti
A Rue Visconti Párizs 6. kerületének egyik utcája, amelynek története a 16. századig nyúlik vissza.

## Története
A Rue Visconti 176 méter hosszú, átlagos szélessége alig három méter, ezzel a francia főváros egyik legkeskenyebb utcája. A páratlan oldalon a 25-ös, a pároson a 26-os a legnagyobb szám. A Rue Visconti a Rue Bonaparte és a Rue de Seine között húzódik. Korábban Rue des Marais volt a neve. Mai névadója Louis Visconti olasz származású francia építész és dizájner volt, akinek talán leghíresebb alkotása I. Napóleon francia császár szarkofágja, amely az Invalidusok házának kupolája alatt áll.
Az évszázadok során számos híres lakója volt az utcának, köztük Honoré de Balzac, Eugène Delacroix, Adrienne Lecouvreur, a 18. századi ünnepelt színésznő és Jean Racine. 1618-ban nyitották meg az utcában a Petit More (vagy Maure) kabarét, ahol visszajáró vendége, Antoine Girard de Saint-Amant költő 1661-ben elhunyt.
1962. június 27-én Christo és Jeanne-Claude egy nagyjából 4x3 méteres barikádot épített olajoshordókból az egyirányú utcában, az 1-es és a 2-es szám között, teljesen lezárva így a forgalmat, ami fennakadást okozott a Szajna bal partjának közlekedésében. A Vasfüggöny című installációt az előző évben emelt berlini fal és az algériai háború elleni tiltakozásokon épített utcai akadályok inspirálták.